# Hans Seyff

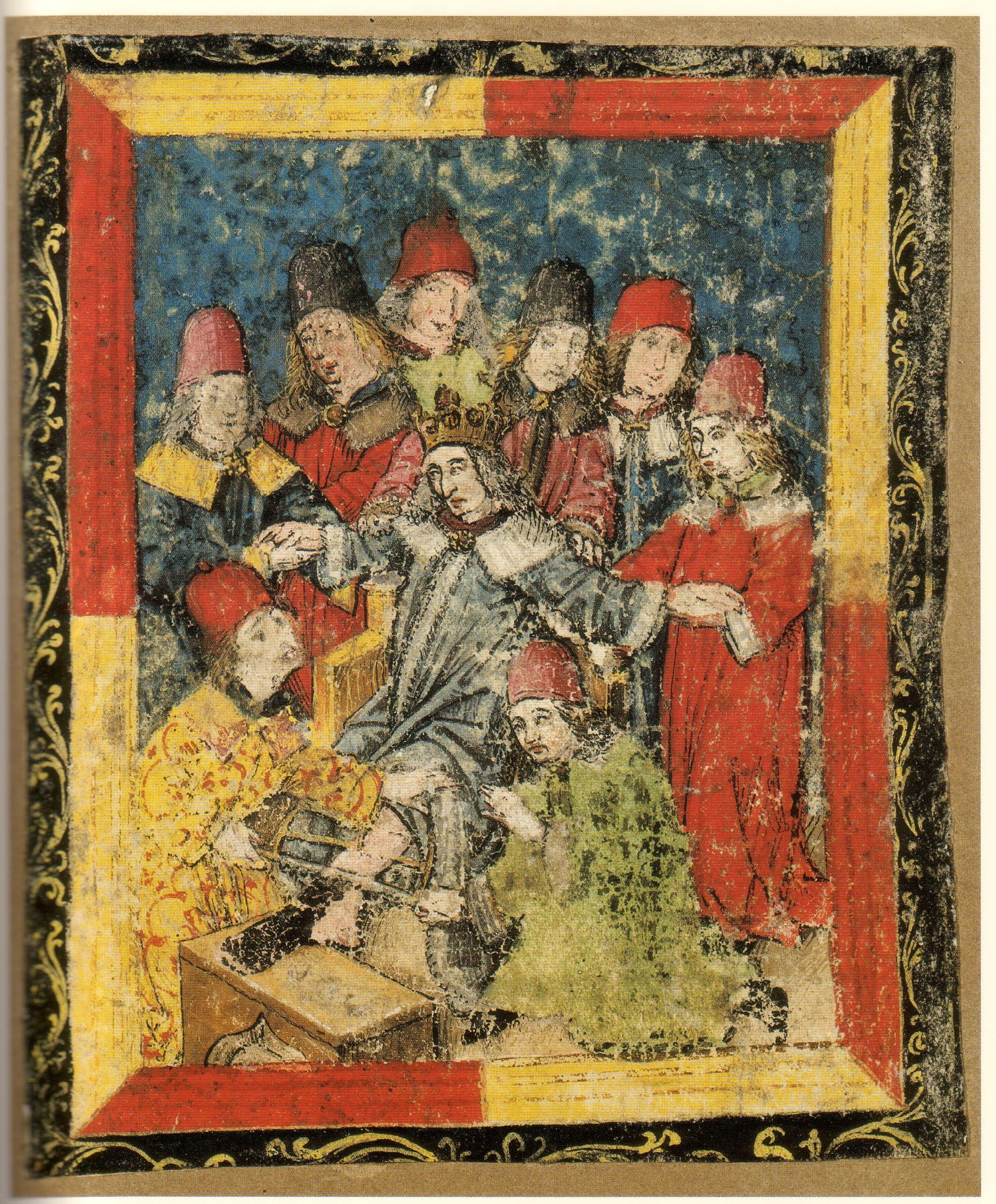
Beinamputation an Kaiser Friedrich III. Die Darstellung befand sich ursprünglich in Hans Seyffs Handschrift Württembergische Landesbibliothek Stuttgart Cod. med. et phys. 2° 8, Bl. 71r.

Hans Seyff (* um 1440; † nach 1518) war ein aus Göppingen stammender Wundarzt. Er wirkte als ein führender Chirurg des Spätmittelalters.
Hans Seyff wurde wohl als württembergischer Leibeigener geboren. Seine schulische Grundausbildung erhielt er bei den Chorherren von Oberhofen. Er war zunächst als Bader tätig. Durch Graf Ulrich V. von Württemberg ließ er sich am 8. April 1461 mit einer der drei Badstuben Göppingens belehnen. Als Feldarzt begleitete er den Grafen in den Krieg gegen die Kurpfalz. Er geriet für elf Monate in Gefangenschaft. Anschließend setzte er seine Tätigkeit als Bader fort. Seyff wurde 1477 Wundarzt. Ab 1481 stand Seyff in Diensten von Herzog Albrecht IV. von Bayern-München. Als Operateur und (gräflich-)herzoglicher Leibarzt in München und Stuttgart erwarb er sich hohes Ansehen. Seine ärztlichen Fähigkeiten nutzte er, um für sich und seine Familie 1481 die Aufhebung der Leibeigenschaft zu erwirken. In München wirkte Seyff als Stadtarzt und reformierte das städtische Medizinalwesen. Reisen als Operateur führten ihn bis nach Antwerpen an den deutschen Königshof Maximilians I.
Seyff gehörte zu den führenden Operateuren im Reich. Anfang April 1493 entsandte ihn Albrecht nach Linz. Er sollte dort das Bein von Kaiser Friedrich III. amputieren. Der Kaiser litt an Arteriosklerose. Unter der Leitung von Seyff wurde am 8. Juni 1493 die Amputation durchgeführt. An der Operation waren sieben Ärzte beteiligt. Mit dem Wundarzt Larius von Passau sägte Seyff den von der Krankheit betroffenen Bereich des Beines ab. Beteiligt waren dabei auch der aus Graz stammende und als herausragender Wundarzt geltende Erhard von Grecz sowie der bairisch-österreichische Chirurg und Lehrbuchverfasser Heinrich Pflaundorfer. Die Beinamputation wird zu den berühmtesten und am besten dokumentierten chirurgischen Eingriffen des gesamten Mittelalters gezählt. Seyff verfasste wohl nicht unmittelbar nach dem Eingriff, sondern erst 1508 einen Bericht über die Beinamputation Friedrichs III. Ebenfalls sind zwei zwischen 1482 und 1518 entstandene, auch chirurgische Texte anderer Autoren enthaltende wundärztliche Manuale mit mehreren Operationsberichten von ihm überliefert. Seyff suchte den fachlichen Austausch mit dem mährischen Wundarzt Friedrich von Olmütz und dem pfalzgräflichen Leibarzt Heinrich Münsinger. Testamentsentwürfe zeigen, dass er in Göppingen, wo er eine 1484/1485 mit einem Anbau für Krankenzimmer erweiterte chirurgische Klinik betrieb, beträchtliches Vermögen erworben hatte. Er hatte mehrere Stiftungen gegründet und zahlreichen Liegenschaften hinterlassen. Drei Söhne sind von ihm bezeugt.
In der Medizingeschichte ist er vor allem wegen seiner invasiven Bauchoperationen (Tumorexstirpation) und gefäßchirurgischen Eingriffe bekannt. Sein 160 Seiten umfassender Codex medicus et physiologicus ist eine umfangreiche Quelle für das Gesundheitswesen des Spätmittelalters. In Göppingen ist eine Straße nach Hans Seyff benannt.
Der Arzt Paracelsus hatte sich in seinen pharmazeutischen Texten auf Hans Seyff berufen.

## Werkausgabe (Auszüge)
- Karl Sudhoff: Beiträge zur Geschichte der Chirurgie im Mittelalter (= Studien zur Geschichte der Medizin. Band 11/12). Teil 2. Barth, Leipzig 1918, S. 592–616.
- Hartmut Broszinski: Das Heilmittelglossar des Hans Suff von Göppingen. In: Centaurus. Band 12, 1967, S. 114–131.